# Moonbi Range
Die Moonbi Range, im sogenannten Northern Tableland von New South Wales in Australien, ist ein Gebirgszug in der Great Dividing Range. Der Gebirgszug erreicht Höhen von 500 bis knapp über 1300 Metern. Der höchste Berg ist der Black Jack Mountain, der von den Aborigines Bullimballa Mountain genannt wird, erreicht eine Höhe von 1321 Metern.

## Lage
Die Moonbi Range liegt etwa 20 Kilometer nordöstlich der Stadt Tamworth. Entwässert wird der Gebirgszug durch den Cockburn River in südlicher und den Macdonald River in nördlicher Richtung, die beide in den Namoi River einmünden.
Über die Moonbi Range führt der Oxley Highway, der bei Bendemeer auf den New England Highway (Nationalstraße 15) trifft. Der Straßenname Oxley geht auf den Entdecker John Oxley zurück, der als einer der ersten Europäer ins Innere von New South Wales vorstieß. Auf etwa 40 km verlaufen beide Highways auf derselben Straße, bevor sie sich bei Tamworth wieder teilen.

## Name
Der Gebirgszug war ein kultureller Platz für die Stämme der Aborigines der Kamilaroi und der benachbarten Anwan. Der Name Moonbi geht auf die Aborigines der Kamilaroi zurück.

## Moonbi Pass

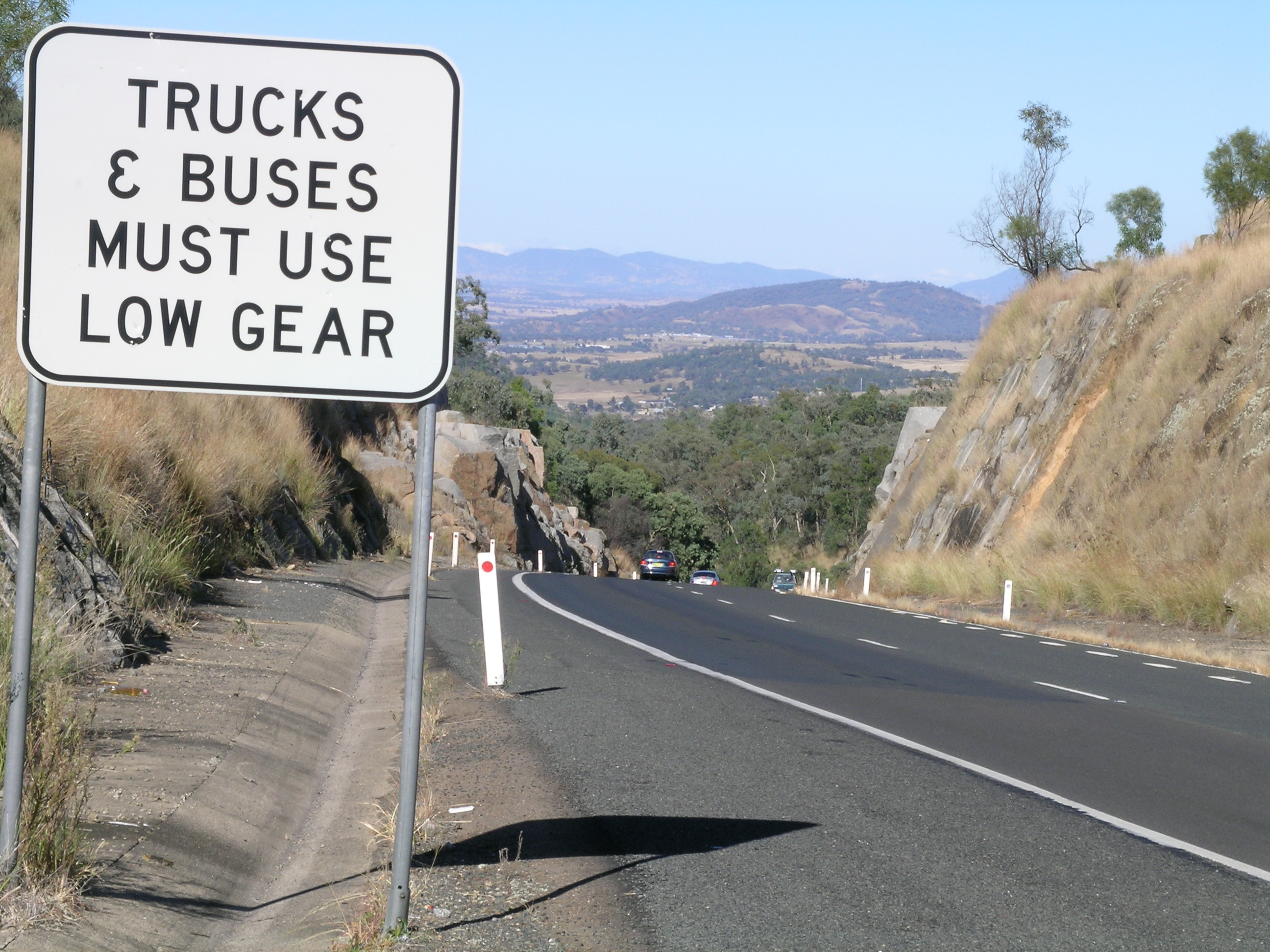
Der New England Highway über den 1st Moonbi Hill

Die Moonbi Range überwindet eine Passstraße. 1832 wurde ein Weg mit Dynamit von den Dörfern Moonbi bis Bendemeer in die Felsen gesprengt, damit die europäischen Siedler das Inland Australiens weiter kolonisieren konnten. Der ursprüngliche Weg war teilweise gesichert und konnte nur mit Ochsengespannen überwunden werden. Erst um 1865 konnte eine Straße angelegt werden, die allerdings nur teilweise einspurig befahren werden konnte. In den frühen 1870er Jahren entschloss man sich, die gefährlichsten Stellen des Passes zu beseitigen. 1937 wurde die Strecke asphaltiert. Erst im Jahr 1975 wurde ein 5 Kilometer langes Teilstück der Passstraße zweispurig mit Nothaltebuchten angelegt.

## Eingang in die Kultur
Banjo Patersson, der Autor von Waltzing Mathilda, die inoffizielle Nationalhymne Australiens, bezeichnet in seinem Gedicht Over the Range die Moonbi Range als Wall im Sinne einer Barriere.
Buddy Williams (1918–1986), ein Pionier der australischen Countrymusic, widmete mit The Mighty Moonbi Range den Moonbi-Bergen ein Lied, das die Auseinandersetzung von Mensch, Natur und Technik zum Gegenstand hat, in dem letzten Endes der Mensch unterliegt.

## Liste der höchsten Berge
- Black Jack Mountain, 1323 m
- Mount Gulligal, 1243 m
- Den Mountain, 1120 m

## Touristische Information
In den Dörfern Bendemeer und zwischen Moonbi und Kootingal gibt es je einen Campingplatz. Die Moonbi Range suchen häufig Klettersportler auf.